# Alcichthys elongatus
Alcichthys elongatus – gatunek morskiej ryby skorpenokształtnej (Scorpaeniformes) z rodziny głowaczowatych (Cottidae), jedyny przedstawiciel rodzaju Alcichthys.

## Występowanie
Występuje w wodach północno-zachodniego Oceanu Spokojnego na głębokościach 15–269 m. 
Osiąga długość 44 cm i masę ciała do 1 kg. Jest poławiana w rybołówstwie.